# Superflash
Superflash è stato un gioco televisivo a premi, trasmesso da Canale 5 per 3 edizioni, dal 23 dicembre 1982 al 13 giugno 1985, ogni giovedì in prima serata.
Il conduttore del programma era Mike Bongiorno, che aveva deciso di lasciare definitivamente la Rai per proseguire nel gruppo guidato da Silvio Berlusconi, sebbene avesse già iniziato a lavorare proprio alla Fininvest nel 1980. Il patron, per lanciare definitivamente le sue reti, avvertiva la necessità di un grande quiz in prima serata, e nessuno più dello stesso Mike poteva esserne a capo: chiuso il 3 giugno 1982 il ciclo di Flash sulla Rai, il conduttore riteneva ancora di attualità il quiz di informazione ed opinione, oltre che un peccato sprecare una formula ancora di successo: da qui si spiega il titolo della trasmissione, un Flash in versione riveduta e corretta.
Autori del gioco lo stesso Mike Bongiorno, coadiuvato da Tullio Ortolani (primo "Signor No" della trasmissione). Regista delle prime 8 puntate fu Lino Procacci, il quale lasciò la trasmissione per trasferirsi a Roma e seguire i programmi di Corrado, sostituito da Mario Bianchi, che già dirigeva Bis, l'altro quiz di Bongiorno. Il programma andava in onda dallo studio 5 di Cologno Monzese, lo stesso in cui all'epoca veniva registrato anche Help!.

## Regolamenti

### Prima edizione
Ad ogni puntata di Superflash prendono parte 3 concorrenti, ognuno con la sua materia di competenza, che si sfidano su 3 diverse prove per puntata, con lo scopo di arrivare alla fase finale del raddoppio con il montepremi più alto, diventare campione in carica e tornare la settimana successiva. Come accadeva a Flash i concorrenti non cominciano da 0, ma partono con un premio partita, nella fattispecie di 1.000.000 di lire.
- Il primo gioco, apripista, è il gioco della COPERTINA, in riferimento alla fotografia di un personaggio famoso celato dietro un tabellone di 16 caselle. Ogni concorrente gioca, uno alla volta, con la propria copertina e ha una sola possibilità di risposta: le caselle da scoprire vengono scelte a caso attraverso l'estrazione di schede magnetiche da inserire in una apposita scanalatura posta nel banco di Mike Bongiorno. Il concorrente di turno scopre 3 caselle a caso e una a piacimento: se riesce a capire subito di quale personaggio si tratta e annuncia il nome corretto, vince 1.000.000 di lire, altrimenti ha la possibilità di scoprire un'altra casella, con il montepremi che però scende a 500.000 lire; se nemmeno con la scoperta dell'ulteriore casella il concorrente indovina il personaggio, non guadagna niente e il gioco si conclude.

Il gioco si ripete, con lo stesso meccanismo, anche per gli altri due concorrenti.
- Il secondo gioco si chiama L'INCHIESTA e le domande per questo gioco hanno a testo le percentuali di favorevoli o contrari ad una determinata domanda su sondaggi proposti dall'Abacus (mentre, all'interno di Flash vi erano i sondaggi della Doxa). Ai sondaggi vennero inseriti dei servizi filmati realizzati in giro per l'Italia da una troupe di Canale 5 capitanata da Cesare Cadeo, che funge anche da giudice arbitro in studio.

I concorrenti si affrontano due alla volta in tutte le combinazioni possibili (quindi ogni concorrente partecipa a 2 manches di gioco), e in ogni manche il concorrente che di volta in volta avrà in mano il gioco, dovrà annunciare quale sia secondo lui la percentuale di persone che hanno risposto in un determinato modo al sondaggio proposto; il concorrente suo avversario nella manche dovrà dire se, secondo lui, la percentuale da indovinare è maggiore (in questo caso sul tabellone delle opinioni compare un segno +) o inferiore (in questo caso sul tabellone compare un segno -) a quella annunciata dall'altro concorrente. Chi dei due indovina il corretto pronostico si aggiudica 1.000.000 di lire.
Con questo meccanismo, si effettuano 3 manches di gioco.
- I soldi accumulati nei due giochi precedenti servono come base per il terzo gioco, il più importante: IL GIORNALONE. Questo gioco rappresenta una grande novità per i quiz di Mike, perché esattamente come accadeva a Flash, vengono presi come testo per le domande i giornali (quotidiani e settimanali) anziché le enciclopedie.

Come meccanismo, il "Giornalone" ricalca il vecchio Rischiatutto: un tabellone diviso in sei argomenti (e per la prima volta compare anche la colonna della pubblicità) con 3 domande ciascuno, numerate dall'1 al 3.
Inizia il gioco il concorrente in svantaggio che chiama un argomento e il numero della domanda. Possono accadere tre cose:
- Compare una diapositiva o un filmato cui è legata una domanda. Chi si prenota per primo e risponde correttamente (nel tempo massimo di 5 secondi) vince 1.000.000 di lire, in caso di risposta errata o fuori tempo, lo perde e consente ai suoi avversari di potersi prenotare per poter eventualmente correggere.
- Può comparire il Jolly, rappresentato dal simbolo di Canale 5, il pupazzo Five. Il Jolly consente di vincere 1.000.000 di lire senza rispondere ad alcuna domanda (ne sono presenti 3 in tutto il tabellone).
- Può comparire la casella Arcobaleno. Ed è questa un'altra grande novità: chi scopre la casella Arcobaleno si vede decurtare il 20% del proprio montepremi da dare in beneficenza (sono presenti tre caselle).

Le caselle dell'Arcobaleno pur avendo un nobile scopo, hanno spesso e volentieri intralciato la scalata al titolo di campione di molti concorrenti, che si son visti decurtare il loro montepremi nelle battute finali del gioco: per questo motivo, a partire dal mese di marzo del 1983, quando mancano da scoprire 4 caselle si sente il suono di un campanellino, che sta a significare che se dovessero eventualmente essere ancora in gioco una o più caselle dell'Arcobaleno, il concorrente che la sceglie non si vede decurtare il suo montepremi, ma la somma viene eventualmente coperta dalla produzione.
Il gioco si conclude quando sono scoperte tutte le caselle.
Al termine delle tre prove, i concorrenti, muniti di cuffie, partecipano al RADDOPPIO finale. Partendo dal concorrente che ha vinto di meno, i concorrenti devono rispondere, in 60 secondi di tempo nella prima edizione ed in 80 secondi di tempo netti (cioè al termine di ogni risposta, il tempo si ferma e riparte solo dopo che Mike legge la domanda successiva) ad una serie di domande sulla loro materia di competenza. Chi, al termine di questa ultima fase ha il montepremi più alto diventa campione, gli altri due concorrenti vincono un premio partita di 1.000.000 di lire.
Un gioco apparentemente semplice, basato sull'attualità, che rivoluzionò il modo di fare televisione. La grande novità portata in televisione da Mike attraverso “Superflash” fu nello sperimentare un meccanismo tipico delle televisioni commerciali americane, cui questo quiz e tutta Canale 5 si ispirava: il successo del programma non veniva determinato dal numero di telespettatori che lo seguivano, ma bensì dall'incremento delle vendite dei prodotti sponsorizzati, che trovavano nel programma una grande cassa di risonanza per i propri spot. Basta pensare che Mike trasformò le telepromozioni in momenti di spettacolo determinanti per il regolare prosieguo dalla gara, senza però distrarre troppo il pubblico a casa.
Il successo di Superflash fu clamoroso: l'Istel rilevò che la prima puntata del 23 dicembre 1982 ebbe un ascolto medio di circa 9.500.000 spettatori, che divennero in media più di 12 milioni di spettatori nella prima serie, tanto da spingere Mike a raddoppiare (per la prima volta nella sua carriera) la cadenza settimanale di una sua trasmissione: infatti dal 1º maggio 1983 e fino alla fine della stagione "Superflash", oltre che al giovedì, andò in onda anche la domenica, sempre alle 20:30.

### Seconda edizione
La seconda edizione di Superflash prese il via giovedì 6 ottobre 1983 e considerato che, come dice Mike, "meccanismo vincente non si cambia, si perfeziona", il meccanismo di gioco viene lievemente modificato:
- il gioco iniziale della COPERTINA viene quasi rivoluzionato: a differenza della stagione precedente in cui ogni concorrente gioca con la sua copertina, in questa edizione il personaggio da indovinare è uno solo e i concorrenti giocano ai pulsanti. In questa nuova versione, il primo gioco mette in palio 2.000.000 di lire, che calano di 100.000 lire ogni 4 secondi (quando viene cioè scoperta una nuova casella);
- Il gioco dell'INCHIESTA rimane sostanzialmente lo stesso dell'edizione precedente, con l'unica novità che assieme all'Abacus si può partecipare ai risultati dei sondaggi attraverso le schede del Totip, cui viene abbinato un concorso che dà la possibilità a chi viene estratto di vincere un premio in argento pari al proprio peso. Il vincitore di questo concorso fu il signor Vincenzo Nuvoloni di Spotorno che vinse 78 chili di argento, una somma pari, all'epoca, a circa 40 milioni di lire;
- il “Giornalone” perde le colonne e diventa un tabellone classico di 18 caselle, numerate da 1 a 18. Restano i Jolly (che diventano 2) e le caselle dell'Arcobaleno (che restano 3), anche se da quest'anno viene data ai concorrenti la possibilità di risparmiare il 20% del montepremi (che viene coperto da Canale 5) rispondendo ad una domanda sulla materia di competenza;
- novità anche per quel che concerne il cast: in postazione a fungere da giudice arbitro arriva Giorgio Lazzarini (allora giornalista del settimanale Gente) al posto di Cesare Cadeo, che comunque continua a collaborare alla trasmissione con i filmati realizzati in giro per l'Italia e trasmessi durante il gioco dell'Inchiesta.

Grandi sponsor di questa seconda edizione di “Superflash” sono lo Stock 84 che ha indetto un concorso che dà la possibilità ad un fortunato estratto, ogni mese, di realizzare il proprio sogno offrendo 84 milioni. Altro grande sponsor è la Standa che indice un ulteriore concorso che mette in palio 40 automobili Arna e un superpremio finale di 150 milioni di lire.
Durante questa edizione, esattamente il 14 ottobre 1983, "Superflash" realizza un suo record di ascolto: furono ben 14.536.000 spettatori a seguire il secondo appuntamento stagionale, mentre per tutta la stagione gli ascolti si mantennero ad una media di 13 milioni di spettatori, realizzando una punta di ascolto di ben 17 milioni di telespettatori in un'altra puntata.
Valletta di questa seconda edizione era Fiorella Pierobon, che dopo qualche mese sarebbe diventata l'annunciatrice ufficiale di Canale 5.

### Terza edizione
Il 4 ottobre 1984 prese il via la terza edizione, anche se tra l'incertezza: un concorrente, sconfitto nell'edizione precedente, aveva denunciato Mike e l'intera produzione per presunte irregolarità durante il gioco, e sembra che la procura di Milano volesse sospendere la messa in onda: successivamente le parti trovarono un accordo, il concorrente venne riammesso (e sconfitto di nuovo) e il programma partì regolarmente, anche se dopo 2 settimane arrivò l'oscuramento delle tre reti da parte delle procure di Roma, Pescara e Torino: "Superflash" recuperò la puntata andando in onda di domenica e dedicando ampio spazio all'argomento nell'ambito del gioco dell'Inchiesta.
Per quel che riguarda il meccanismo di gioco, arrivano altre novità:
- Viene abolito il gioco della Copertina: al suo posto vengono inserite le DOMANDE PRELIMINARI, 4 quiz sulla materia di competenza di ogni singolo concorrente, ognuna dal valore di 500.000 lire con la regola che, in caso di errore, il concorrente ricomincia da 0. Da ricordare comunque che i 3 concorrenti partono sempre con il premio partita di 1.000.000 di lire;
- cambia il gioco dell'INCHIESTA: vengono realizzati 2 sondaggi a puntata e i concorrenti giocano tutti e tre assieme, dando ognuno la propria percentuale di favorevoli o contrari al sondaggio. Chi si avvicina di più alla percentuale esatta vince 2.000.000 di lire. Se un concorrente dovesse vincere entrambi i sondaggi, gli viene assegnato anche un en-plein di 1.000.000 di lire;
- altra modifica anche per il “Giornalone”: spariscono le caselle Arcobaleno, restano i 2 Jolly e vengono inserite 2 domande “Superquiz” che valgono 2.000.000 di lire ciascuna;
- nonostante non siano più presenti nel tabellone del “Giornalone” le caselle Arcobaleno, il programma continua a fare beneficenza. Da questa edizione, le vincite dei concorrenti che diventano campioni vengono decurtate per regolamento del 20% (e così sarà per tutti i quiz di Mike da qui in avanti), somma che viene raddoppiata da Canale 5.

Altri grandi sponsor di questa terza e ultima edizione di “Superflash” sono la Knorr, che organizza un concorso abbinato al gioco dell'Inchiesta, e il detersivo Dash. Addirittura quest'ultimo organizza una lotteria a scommesse (chi compra il Dash può scommettere su quale concorrente vince la puntata successiva) in occasione delle finali del quiz, che prendono il via l'11 aprile 1985 con i 18 campioni che hanno vinto di più. In ogni puntata c'è l'estrazione in studio di premi per complessivi 60 milioni di lire (il quiz non si chiude così con il raddoppio, ma con l'estrazione del/dei fortunato/i estratto/i della somma) e, in occasione dell'ultima puntata, giovedì 13 giugno 1985, l'estrazione di un superfortunato vincitore di un premio pari a 300 milioni di lire. Arrivarono nella redazione di Superflash più di 3.500.000 schede pronostico.

## Concorrenti
La fortuna dei quiz condotti da Bongiorno si basa anche sui concorrenti proclamati campioni di una o più serate: vengono qui elencati quelli che si sono succeduti nel corso di 106 puntate, in ordine di apparizione al quiz, con indicata la materia di elezione e la somma complessivamente vinta:
- Laura Rigamonti (Regole dei giochi da casinò) 35.000.000
- Valentino Compassi (Civiltà tibetana e civiltà misteriose) 34.200.000
- Alberto Borzi (Musica lirica europea) 68.760.000
- Vittorio Guatteri (Matilde di Canossa) 63.000.000
- Don Giuseppe Portera (Giovanni Paolo II) 37.200.000
- Mario Tabbiani (Gilberto Govi) 26.000.000
- Daniela De Gregori (I promessi sposi) 22.200.000
- Salvatore Varia (Nazionale italiana ai mondiali di calcio) 88.920.000
- Simone Beltrami (I promessi sposi) 23.000.000
- Giorgio Dendi (Eneide) 22.200.000
- Alfonso Di Berardino (Astronomia) 25.000.000
- Paolo Gelati (Ornitologia) 24.800.000
- Alessandra Ansaldi Fondi (I Cavalieri di Malta) 119.600.000
- Andrea Sabia (La Juventus) 79.400.000
- Enrico Reverchon (Le scalate del Cervino) 11.000.000
- Onelia Gherardelli (Giacomo Leopardi) 66.000.000
- Romano Santucci (Gli eschimesi) 37.000.000
- Salvatore Ritorto (Leonardo da Vinci) 18.600.000
- Domenico Mangano (Giacomo Leopardi) 35.320.000
- Samuel Kalejaye (Il Vangelo) 22.200.000
- Claudio Ghiazza (Nazionale italiana di calcio dal 1934) 73.800.000
- Roby Rosi (Nazionale brasiliana ai mondiali di calcio) 41.000.000
- Antonino Re (I cantautori) 21.000.000
- Gian Mario Tiraboschi (Ernest Hemingway) 63.000.000
- Giovanni Bracale (Geografia mondiale: prima eliminato e poi riammesso) 21.000.000
- Nadia Casagli (Giovanni Pascoli) 17.000.000
- Manrico Bottoni (Duilio Loi) 33.000.000
- Monica Ghio (Isadora Duncan) 19.000.000
- Aldo Pieroni (Michel Platini) 17.000.000
- Anna Laura Zilioli (La cucina mantovana dal tempo dei Gonzaga) 31.000.000
- Dante Renzi (Storia del Colosseo) 71.000.000
- Anna "Susy" Brotto (Malombra) 53.000.000
- Francesco Di Cagno (Wolfgang Amadeus Mozart) 51.000.000
- Alessandro Amadori (Freud e la psicanalisi) 101.000.000
- Fabrizio Ferrari (Storia del Milan) 26.000.000

## Finali
Dopo tre edizioni del programma furono riconvocati i 18 campioni che di più avevano vinto. Tra di essi si disputarono le finali del programma. I campioni si scontrarono su sei manches, dai cui derivarono 6 semifinalisti e, con ripescaggio, tre superfinalisti.
Questi i grandi campioni riconvocati (in ordine di vincita): 
- Alessandro Amadori (25 anni, ricercatore universitario, 101.000.000 vinti)
- Salvatore Varia (33 anni, medico chirurgo, 89.920.000 vinti)
- Andrea Sabia (21 anni, studente alla facoltà di giurisprudenza, 79.000.000 vinti)
- Claudio Ghiazza (31 anni, laureato in legge ed impiegato all'ufficio delle imposte, 73.800.000 vinti)
- Dante Renzi (70 anni, autista in pensione, 71.000.000 vinti)
- Alberto Borzi (52 anni, conducente di autobus, 68.760.000 vinti)
- Onelia Gherardelli (27 anni, operaia, 66.000.000 vinti)
- Vittorio Guatteri (68 anni, professore universitario, 63.000.000 vinti)
- Gian Mario Tiraboschi (37 anni, insegnante, 63.000.000 vinti)
- Anna Brotto (22 anni, studentessa alla facoltà di veterinaria, 53.000.000 vinti)
- Francesco Di Cagno (22 anni, maestro, 51.000.000 vinti)
- Roberto "Roby" Rosi (31 anni, studente alla facoltà di sociologia, 41.000.000 vinti)
- Don Giuseppe Portera (52 anni, professore di religione, 37.200.000 vinti)
- Romano Santucci (47 anni, preside, 37.000.000 vinti)
- Domenico Mangano (60 anni, agente di custodia in pensione, 35.320.000 vinti)
- Laura Rigamonti (37 anni, maestra, 35.000.000 vinti)
- Valentino Compassi (51 anni, ricercatore archeologico 34.600.000 vinti)
- Manrico Bottoni (43 anni, titolare di un bar ed ex pugile, 33.000.000 vinti)

Riserve: 
- Anna Laura Zilioli
- Mario Tabbiani

(le riserve non entrarono in gioco)
Le cifre sopra indicate riportano quanto vinto dai campioni prima dell'inizio delle finali.
Al termine degli scontri giunsero alla super finale: Roby Rosi, Alessandro Amadori e Salvatore Varia.
Il titolo di super campione fu conquistato da Salvatore Varia. Al secondo posto si classificò Alessandro Amadori che portò il suo montepremi complessivo a 154.000.000 di lire e al terzo il sig. Roby Rosi che portò il suo montepremi a 71.000.000 di lire.

## Somme vinte
Considerando anche le cifre che i super campioni si aggiudicarono durante le fasi finali, la cifra più alta fu portata a casa dal dott. Alessandro Amadori che risultò, però, secondo classificato fra i campioni del quiz: 154 milioni di lire. Il dott. Salvatore Varia, super campione assoluto, si aggiudicò, invece, 147.920.000 lire risultando, quindi, secondo classificato in termine di somme vinte mentre al terzo posto, in termini di somme vinte, vi fu la sig.ra Alessandra Ansaldi Fondi  che si presentava sui Cavalieri di Malta e che vinse complessivamente 119.600.000 lire riconfermandosi campionessa per ben 8 volte (dal 17/11/1983 al 12/01/1984) ma che non partecipò alle finali del quiz. La sig.ra Ansaldi Fondi, con le sue 8 vittorie consecutive, fu anche la compionessa più longeva del quiz.

## Ospiti
Tra i numerosi ospiti intervenuti durante le tre edizioni: Ornella Vanoni, Marcella Bella, Ron, Umberto Tozzi, Depeche Mode, Ciccio Ingrassia, Franco Franchi, Eros Ramazzotti, Gazebo, The Twins, Garbo, Rettore, Le Mele Verdi, Cristina D'Avena, Claudio Villa, Enzo Bearzot, Indro Montanelli, Passengers, Vasco Rossi, Nilla Pizzi, Orietta Berti, Dori Ghezzi, Ricchi e Poveri, Bruno Lauzi,  Giuni Russo, Marco Ferradini, Fiordaliso, Anna Oxa, Robin Gibb, Linda Gray, Tiziana Rivale, Matia Bazar, Genesis, Talk Talk, Mike Oldfield, Culture Club, Accademia, Patty Pravo, Ilona Staller, Michele Alboreto con una vettura Ferrari, Gino Bartali, Michel Platini, Pelé, Gary Coleman e molti altri.
Su Rete 4 a partire dal 3 maggio 2016 in orario notturno fu mandato in onda Superflash Show - 1983, una raccolta di brani della trasmissione andata in onda nell'annata 1982-1983, relativi alla presenza di ospiti musicali.

## Sigle musicali
Un capitolo a parte nella storia di "Superflash" meritano le sigle musicali, a cominciare dalla sigla di testa, un motivo di musica elettronica scritto da Luigi Tonet (lo stesso compositore della sigla di testa di Flash), e in un'animazione di grafica computerizzata realizzata dal regista rumeno Valeriu Lazarov, ispirata al mondo dell'informazione e del giornalismo. Dopo i titoli di testa, è possibile udire la voce di personaggi famosissimi dell'attualità come l'allora Presidente della Camera dei deputati Nilde Iotti, Papa Giovanni Paolo II, l'allora Presidente della repubblica Sandro Pertini, Luciano Pavarotti, Giuseppe Albertini, Dino Zoff.

Sigla di coda della prima edizione è la celeberrima Amico è, scritta dallo stesso Mike Bongiorno e cantata da Dario Baldan Bembo e Caterina Caselli, sostituita nella seconda edizione da Voci di città dello stesso Baldan Bembo. Nella terza edizione invece fu un brano strumentale intitolato Flash back, composto da Baldan Bembo ed eseguito dagli Space Philharmonic.

## Gioco da tavolo
Nel 1983 venne realizzata una versione gioco da tavolo di Superflash, edita dalla Editrice Giochi.

## Media ascolti TV
| Edizione  | Telespettatori | Share |
| --------- | -------------- | ----- |
| 1983-1984 | 13.000.000     |       |